# Маликин, Лев Исаакович
Лев Исаакович Маликин — советский военный и государственный деятель, подполковник.

## Биография
Родился в 1912 году в Речице. Член КПСС.
В РККА с 1934 года.
Участник Великой Отечественной войны: начальник штаба артиллерии 128-й стрелковой дивизии, старший помощник начальника оперативного отдела УКАРТ Волховского фронта, командир 544-го миномётного Осовецкого ордена Кутузова III степени полка РГК
В отставке с 1959 года.
Умер в Киеве до 1985 года.

## Награды
- Орден Красного Знамени (дважды, в том числе 31.05.1945)
- Орден Александра Невского (25.04.1945)
- Орден Отечественной войны II степени (15.02.1944)
- Орден Красной Звезды (11.02.1943, 15.11.1950)
- Орден Virtuti Militari 5 степени (06.04.1946)